# Think Visual
Think Visual es el vigesimoprimer álbum de estudio de la banda británica de rock The Kinks, lanzado en 1986 a través de MCA Records en Estados Unidos y London Records en el Europa.

## Lista de canciones
- Todas las canciones compuestas por Ray Davies, excepto donde se indique lo contrario.

1. "Working at the Factory" – 2:58
2. "Lost and Found" – 5:19
3. "Repetition" – 4:06
4. "Welcome to Sleazy Town" – 3:50
5. "The Video Shop" – 5:15
6. "Rock 'n' Roll Cities" – 3:43 (Dave Davies)
7. "How are You?" – 4:27
8. "Think Visual" – 3:12
9. "Natural Gift" – 3:44
10. "Killing Time" – 4:02
11. "When You were a Child" – 3:40 (Dave Davies)

## Personal
- Ray Davies – guitarra, voz, teclados
- Dave Davies – guitarra, voz, armónica,
- Ian Gibbons – teclados, coros
- Jim Rodford – bajo, coros
- Bob Henrit – batería (excepto en "Rock 'n' Roll Cities")
- Mick Avory – batería en "Rock 'n' Roll Cities"
- Kim Goody – coros